# Kader

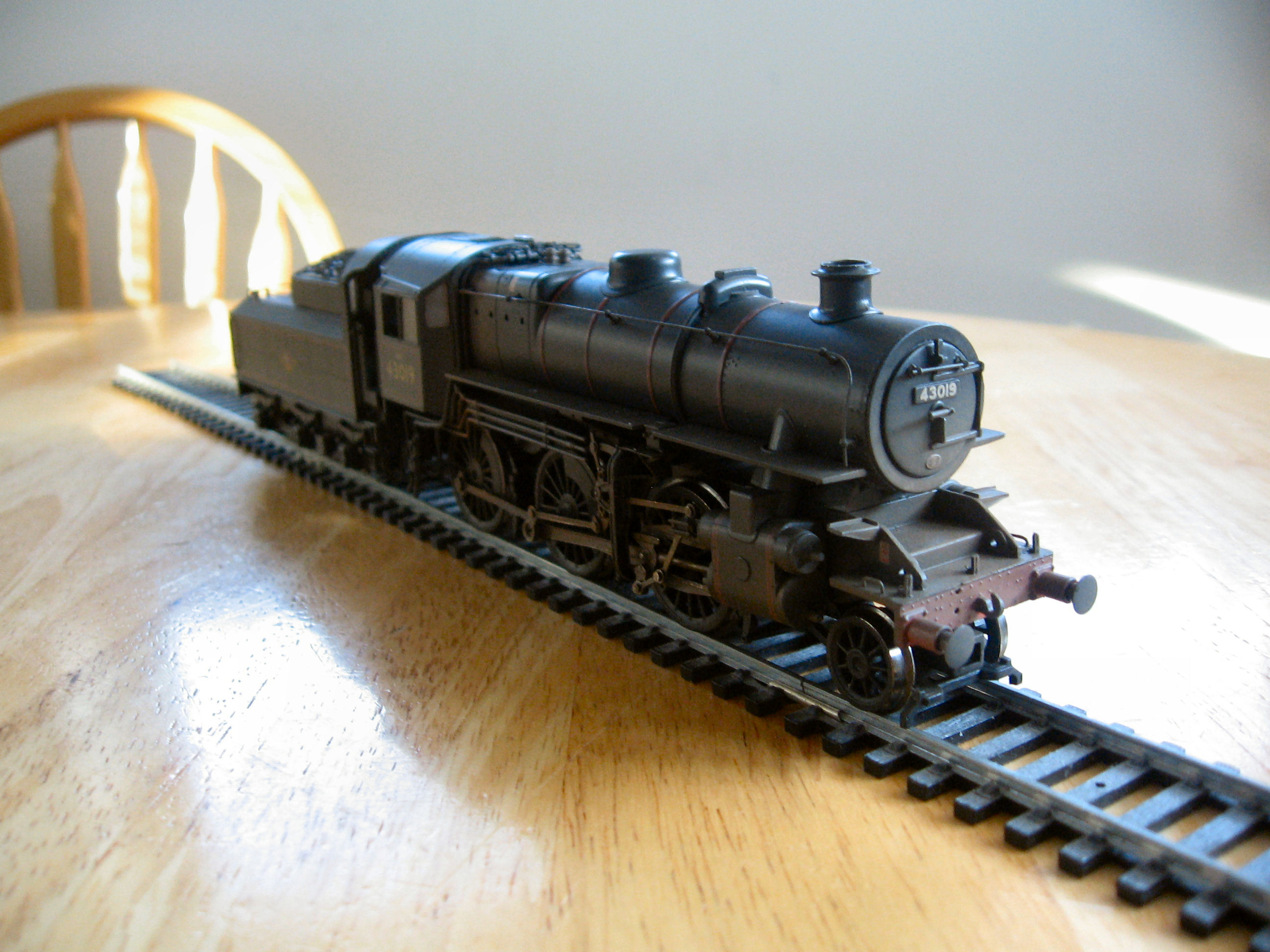
Продукция бренда Bachmann

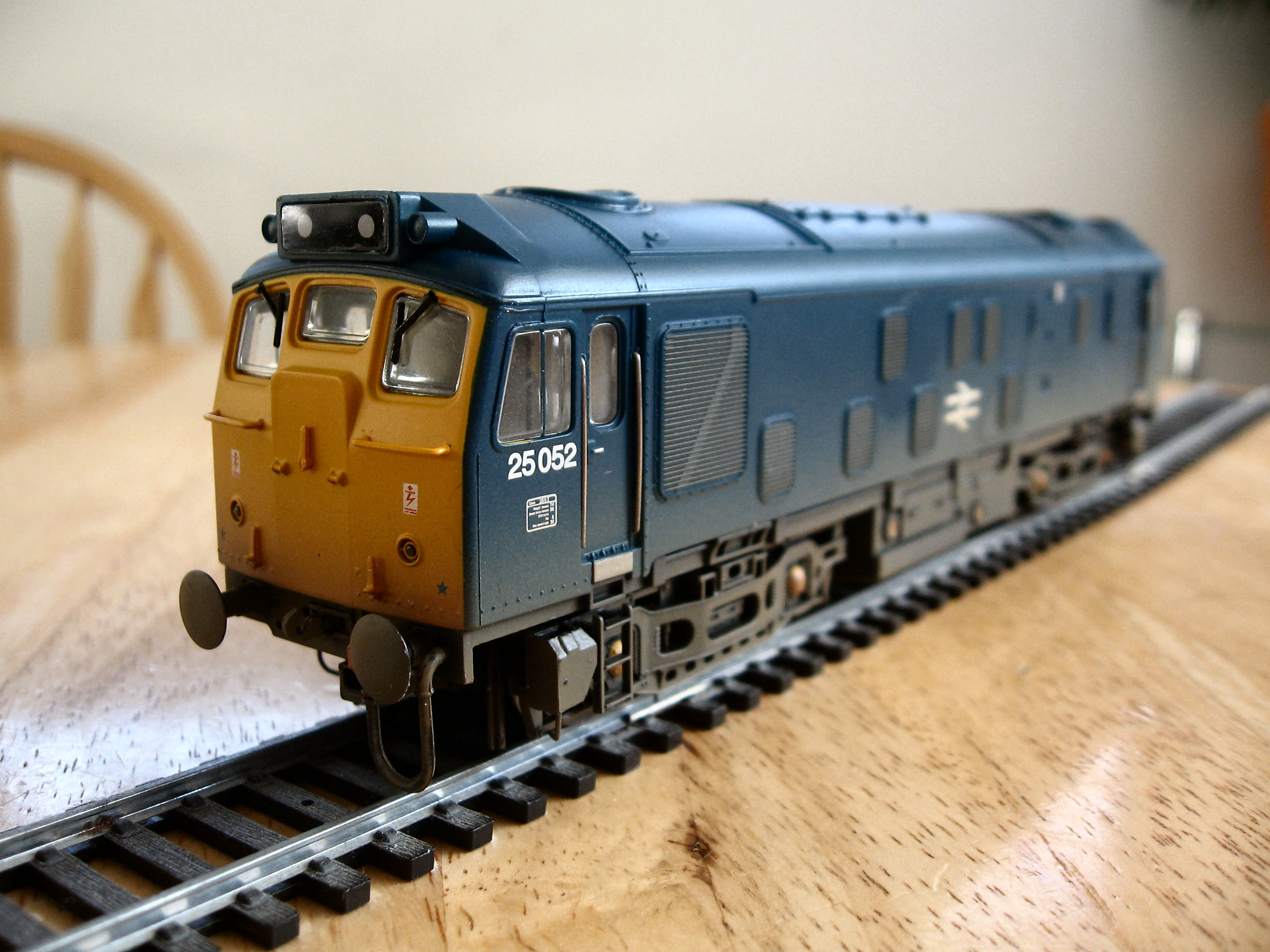
Продукция бренда Bachmann

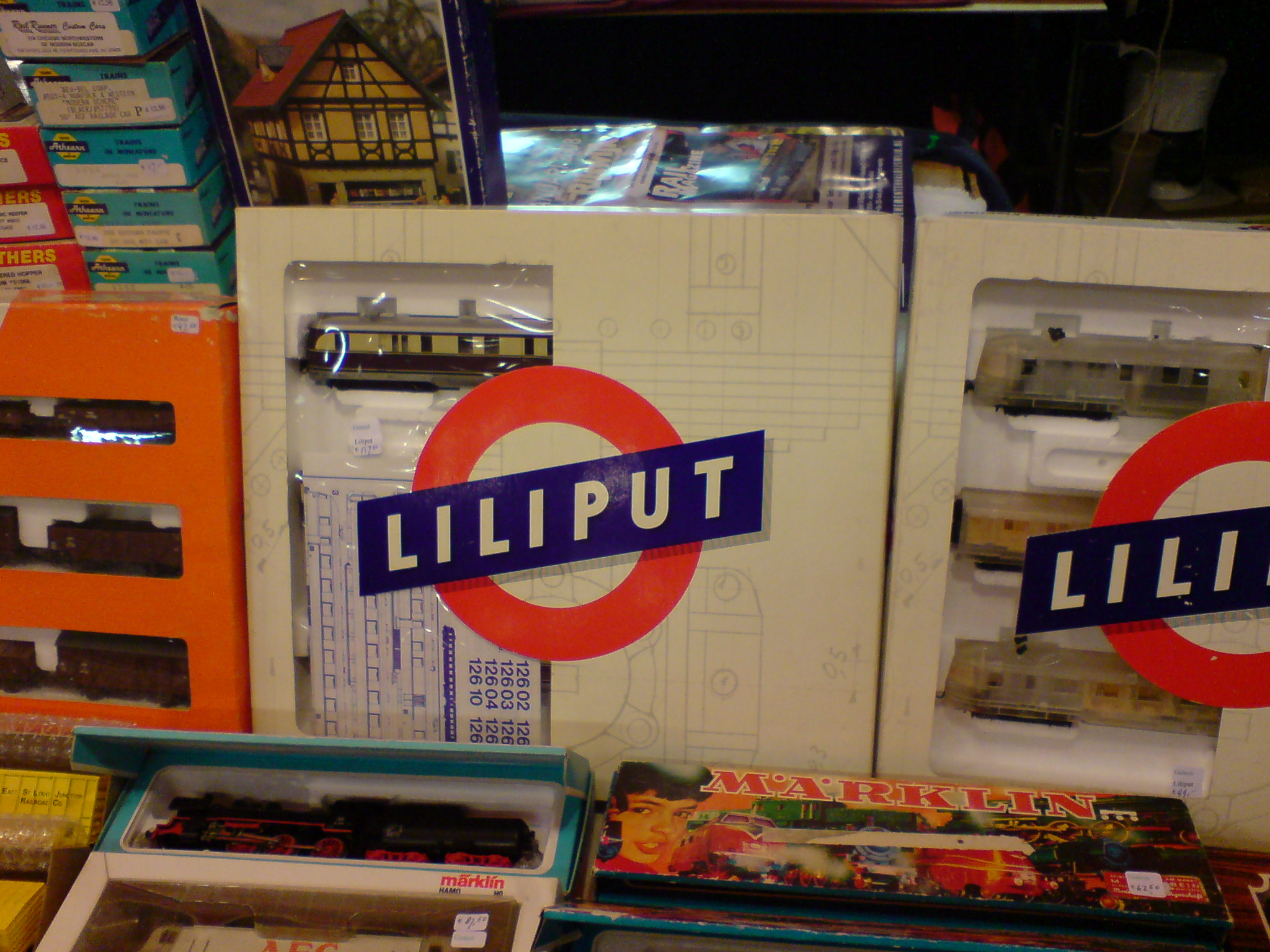
Продукция бренда Liliput

Kader (開達) — один из крупнейших мировых производителей железнодорожных моделей и игрушек (кроме того, компания имеет интересы в производстве комплектующих для электроники и в сфере недвижимости). Входит в Kader Group, которая базируется в Гонконге, зарегистрирована на Бермудах и принадлежит семье Тинг.

## История
Фирма основана в Гонконге в 1948 году как Kader Industrial Company (開達集団有限公司) и сперва специализировалась на производстве пластмассовых фонариков. В 1954 году Kader начал производство игрушек, в 1983 году открыл свой первый китайский завод в городе Шэньчжэнь, а в 1984 году купил известную американскую компанию Bachmann Industries, испытывавшую финансовые трудности. Это значительно усилило позиции группы на рынке США и позволило ей начать экспансию на мировой рынок, используя при этом популярный бренд Bachmann. С 1985 года фирма котируется на Гонконгской фондовой бирже как Kader Holdings Company.
В 1989 году Kader поглотил британскую компанию Palitoy и создал европейский филиал группы, в 1992 году купил немецкую компанию Liliput, в 2000 году — британскую компанию Graham Farish, в 2007 году — американскую компанию Williams Electric Trains и долю в компании Robot Factory (после покупки всех этих компаний производство железнодорожных моделей было перенесено в Китай). В мае 1993 года в Таиланде сгорела фабрика игрушек, которой совместно управляли Kader и его тайваньские партнеры (в результате пожара 188 человек погибло, а более 500 получило серьёзные травмы).
В 2005 году Kader открыл свой первый специализированный магазин под брендом Bachmann в Шанхае, в 2006 году оборот компании Bachmann составил почти 47 млн долларов. В 2008 году Kader купил своего основного гонконгского конкурента — компанию Sanda Kan, которая производила модели по заказу других фирм (она насчитывала 8 тыс. сотрудников и владела десятью заводами в Шэньчжэне и Дунгуане).

## Структура
Основные производственные мощности компании Kader расположены в городе Дунгуань. Само производство делится на две группы: собственно разработанные железнодорожные модели и игрушки, а также товары для заказчика под его торговой маркой (например, игрушки для Disney, Mattel и Hasbro, корпуса бытовой электроники для Panasonic).
К 2010 году Kader насчитывал 18 тыс. сотрудников в Китае и Гонконге. Большинство железнодорожных моделей компании продаются под брендом Bachmann, а игрушки — под брендом Tinco. Крупнейшими дочерними компаниями Kader Group являются:
- Bachmann Industries (Филадельфия)
- Bachmann China (Шанхай)
- Tinco Toys Co (Гонконг)